# Playboating

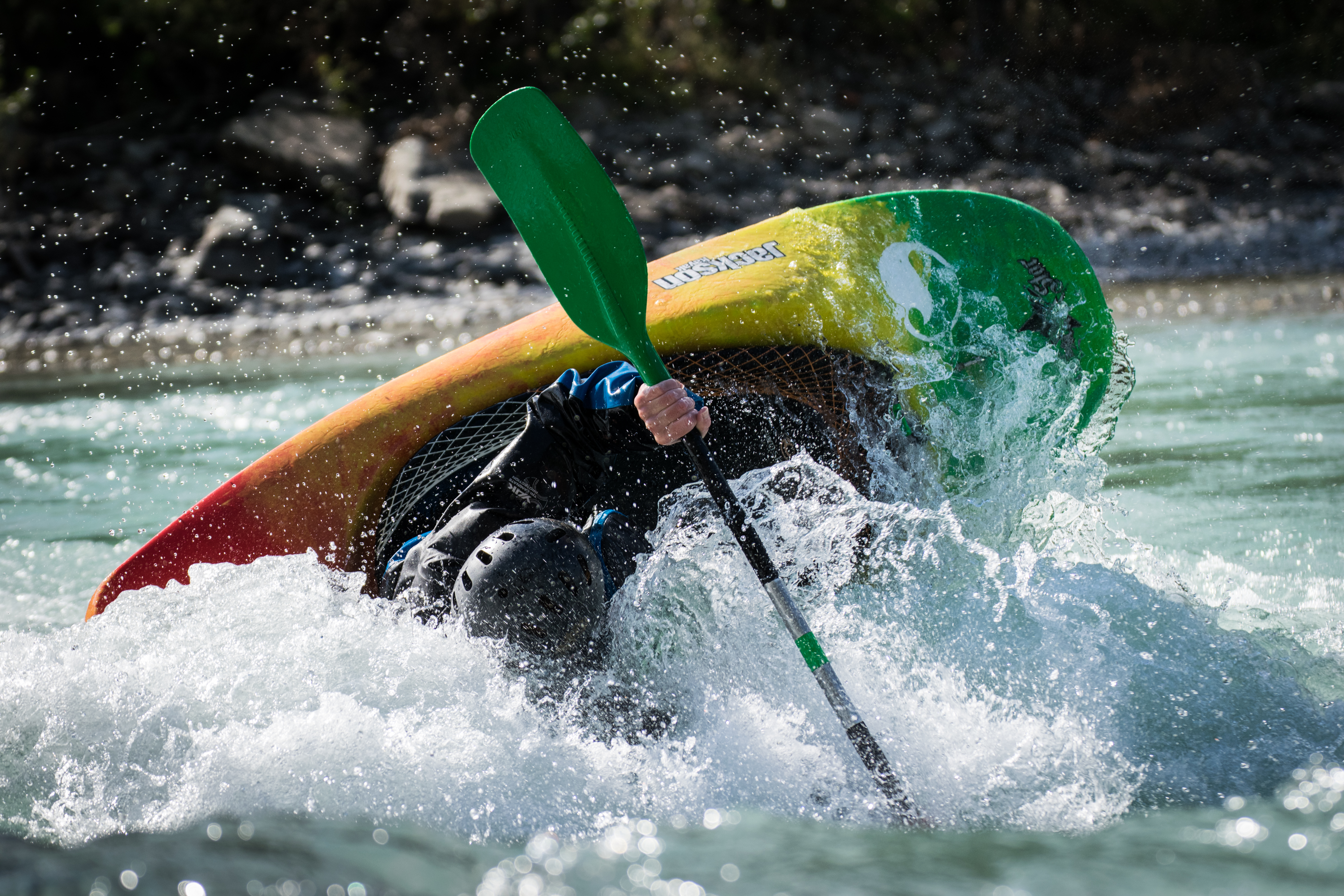
Kajaksportler im Wildwasserkanal von Saint-Clément-sur-Durance auf dem Fluss Durance

Das Playboating (englisch), deutsch Spielbootfahren, auch Kanurodeo, ist eine junge Disziplin des Kanusports. Die Wettkampfform des Playboating heißt Freestyle. Dabei surft der Kanute auf einer künstlichen oder natürlichen Welle oder Walze und bewegt, bei fortgeschrittenem Können, sein Boot – Kajak oder Canadier – in verschiedenen Figuren.
Die Ausübung des Sports an einer einzigen Welle oder Walze (sogenannter Playspot) und das Verlassen des Gewässers an der Einstiegsstelle werden im Paddlerjargon als Park and play (englisch für „Parken und spielen“) bezeichnet. Für diese spezielle Ausführungsform eignen sich stehende Wellen und Walzen. Das Kanu kann an diesen Stellen gehalten werden, und es besteht die Möglichkeit, Figuren, beispielsweise Loopings, auszuführen.
Alternativ werden Flussabschnitte hinuntergefahren und „unterwegs“ Wellen und Walzen zum Kanurodeo genutzt. Kanurodeo wird vor allem an Flüssen mit Walzen und stehenden Wellen ausgeübt. Möglich ist auch die Nutzung von Wellen auf dem Meer oder in Flussmündungen, die in der Brandung oder infolge von Gezeitenströmen zustande kommen. Zunehmend werden außerdem künstlich angelegte (z. B. Augsburger Eiskanal) oder aufbereitete Gewässer genutzt.

## Geschichte

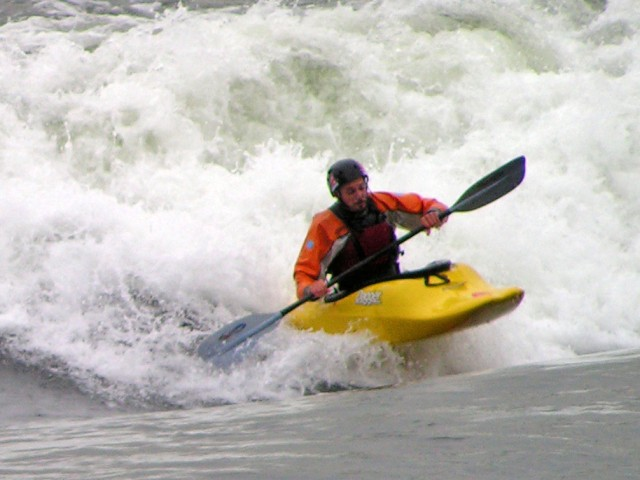
Surfen auf der stehenden Welle Habitat 67 in Montreal

Um 1970 ging aus dem Kanuslalom das Squirtboating hervor, eine Form des Wildwasserpaddelns, bei der Gewässerströmungen in kürzeren, sehr leichten Booten mit niedrigem Luftvolumen für Figuren (engl.: moves) genutzt werden.
In den 1980er Jahren entwickelte sich das Kanurodeo. Über die Zeit wurden die Boote dafür noch kürzer, aber ihr Auftrieb und ihre Robustheit wurden gegenüber dem Squirtboating wieder erhöht, um auch schwierigeres Wildwasser befahren zu können. Manche Figuren des Squirtboating, insbesondere der Mystery Move, bei dem Boot und Paddler vollständig unter der (relativ flachen) Wasseroberfläche verschwinden, sind dadurch beim Playboating nicht möglich. Andere Figuren wie die Kerze (siehe unten) wurden direkt übernommen und gehören hier, gemeinsam mit im Kanurodeo entstandenen Figuren, bis heute zum Standardrepertoire.
Die ersten Loopings, Aerials etc. wurden schon in den 1980ern von dem eher unbekannteren (weil Nicht-) Freestyler, dafür aber aktiven Wildwasserpaddler und Extremkajakfahrer Volker Pönninghaus (Mitglied des Alpinen Kajak Club und HKN) u. a. mit einem Eskimo Topolino ausgeführt. Diese von ihm wohl aus reinem Übermut und Spaß am Kajakfahren in den Walzen des Augsburger Eiskanals ausgeführten Moves, welche aber vielmehr mit perfekter Bootsbeherrschung aufgrund zahlreicher Extrembefahrungen von Wildflüssen Europas ausgeführt wurden, haben sich dann in der Freestyle-Szene schnell etabliert.
Jan Kellner, Olli Grau und andere Paddler machten die Sportart besonders bei jüngeren Paddlern in Deutschland bekannt und beliebt.
In den neunziger Jahren fanden die ersten, noch nicht von der International Canoe Federation (ICF) ausgerichteten Weltmeisterschaften statt, die zunächst von deutschen Fahrern dominiert wurden. Die Sportart nahm eine sehr dynamische Entwicklung, die von den Bootsherstellern gefördert wurde, die im Abstand von z. T. nur wenigen Monaten neue Bootsgenerationen auf den Markt brachten. Im Zuge einer international zunehmenden Professionalisierung verloren die deutschen Freestyler etwas den Anschluss an die Weltspitze. 2005 in Sydney wurde erstmals seit Jahren mit Jutta Kaiser wieder eine deutsche Athletin Weltmeisterin.
Mittlerweile ist Freestyle offiziell als Sparte in der ICF und im Deutschen Kanu-Verband vertreten. Im Jahr 2006 wurde die Disziplin durch die ICF als Wettkampfdisziplin aufgenommen.
International besonders bekannt sind die Kanuten Corran Addison und Eric Jackson.

## Boote

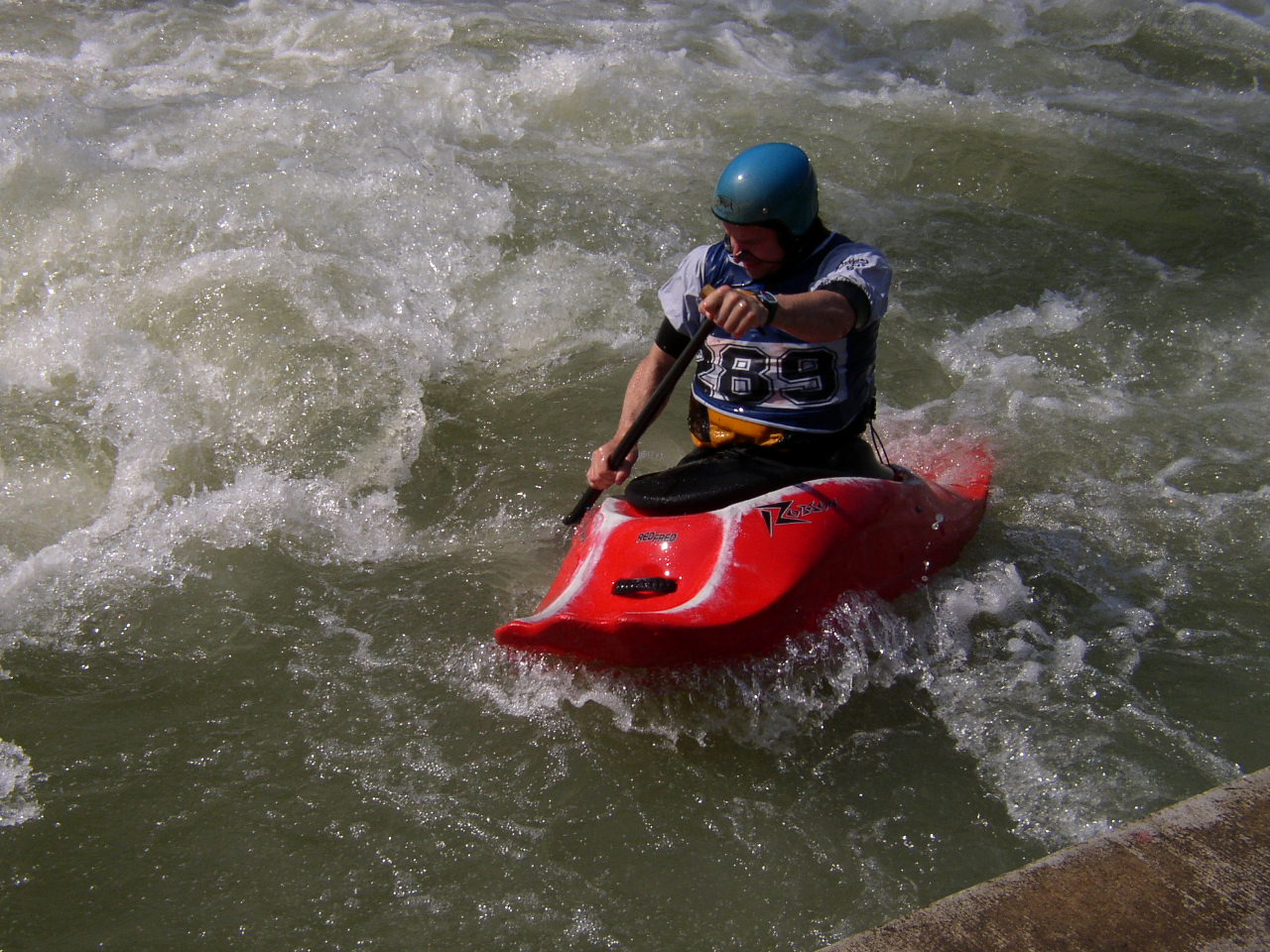
Boote: Canadierfahrer (C-1) mit Stechpaddel im Playboat im Augsburger Eiskanal

Zu Beginn waren die Boote noch über 3 Meter lang, symmetrisch gebaut und schwer. Sehr bald wurde mit neuen, vor allem kürzeren Formen experimentiert. Mittlerweile ist die Grenze der Größe erreicht: Die kürzesten Boote sind nur noch 1,75 m lang mit einem Volumen von rund 200 l. Kürzere Boote mit weniger Volumen würden zu wenig Platz für die Beine und/oder zu wenig Auftrieb bieten. Früher hatten die Boote einen runden Querschnitt. Ein modernes Kajak zum Playboaten hat heutzutage einen mehr oder weniger flachen Boden, extreme Kanten zum Unterschiff und das meiste Volumen um die Mitte konzentriert.
Übliche Bootsklassen sind (Einer-)Kajak (K-1; meist in den Klassen Damen, Herren, Junioren), Einer-Canadier (C-1) und Open Canoe (OC).

## Figuren

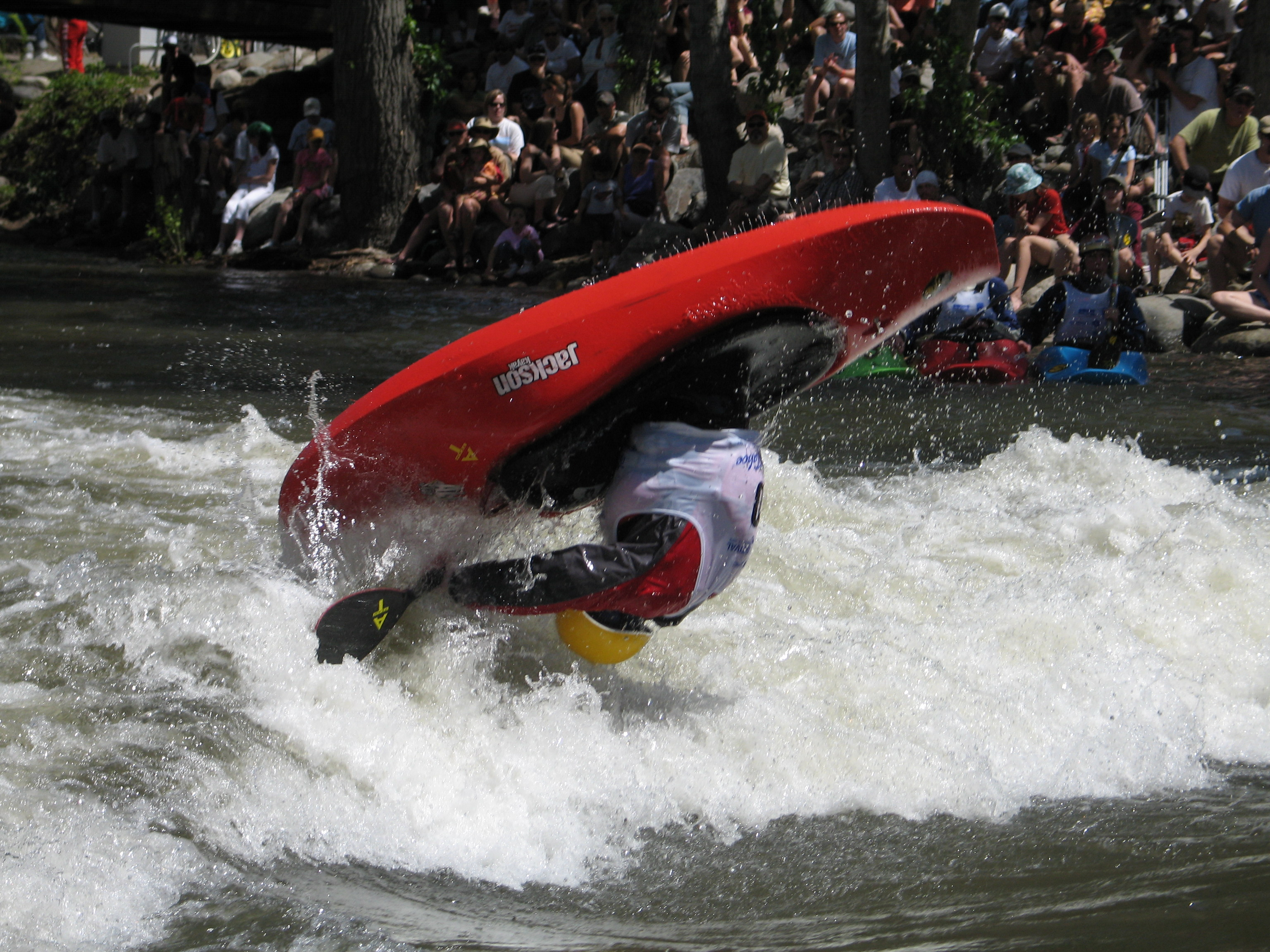
Figuren: Air Loop beim Reno River Festival

Die erste Figur beim Playboaten war die ‚Kerze‘. Man fuhr mit dem Bug oder Heck des Bootes gegen die Fließrichtung in eine Walze, und der Druck des Wassers auf das Ende richtete das Boot mehr oder weniger weit senkrecht auf. Jan Kellner baute dies zum ‚Retendo’ aus. Dabei überschlägt sich der Paddler nach der Kerze und landet wieder in der Walze. Dabei dreht er mit einer Paddelbewegung das Boot um die Längsachse und landet aufrecht.
Durch das leichtere Material und die ausgefeilte Paddeltechnik (unter anderem dem Kanten) sind mittlerweile Figuren möglich, bei denen Paddler und Boot komplett in der Luft sind („Aerials“ oder auch „Air Moves“ genannt) und sich gleichzeitig um mehrere Achsen drehen.

## Freestyle

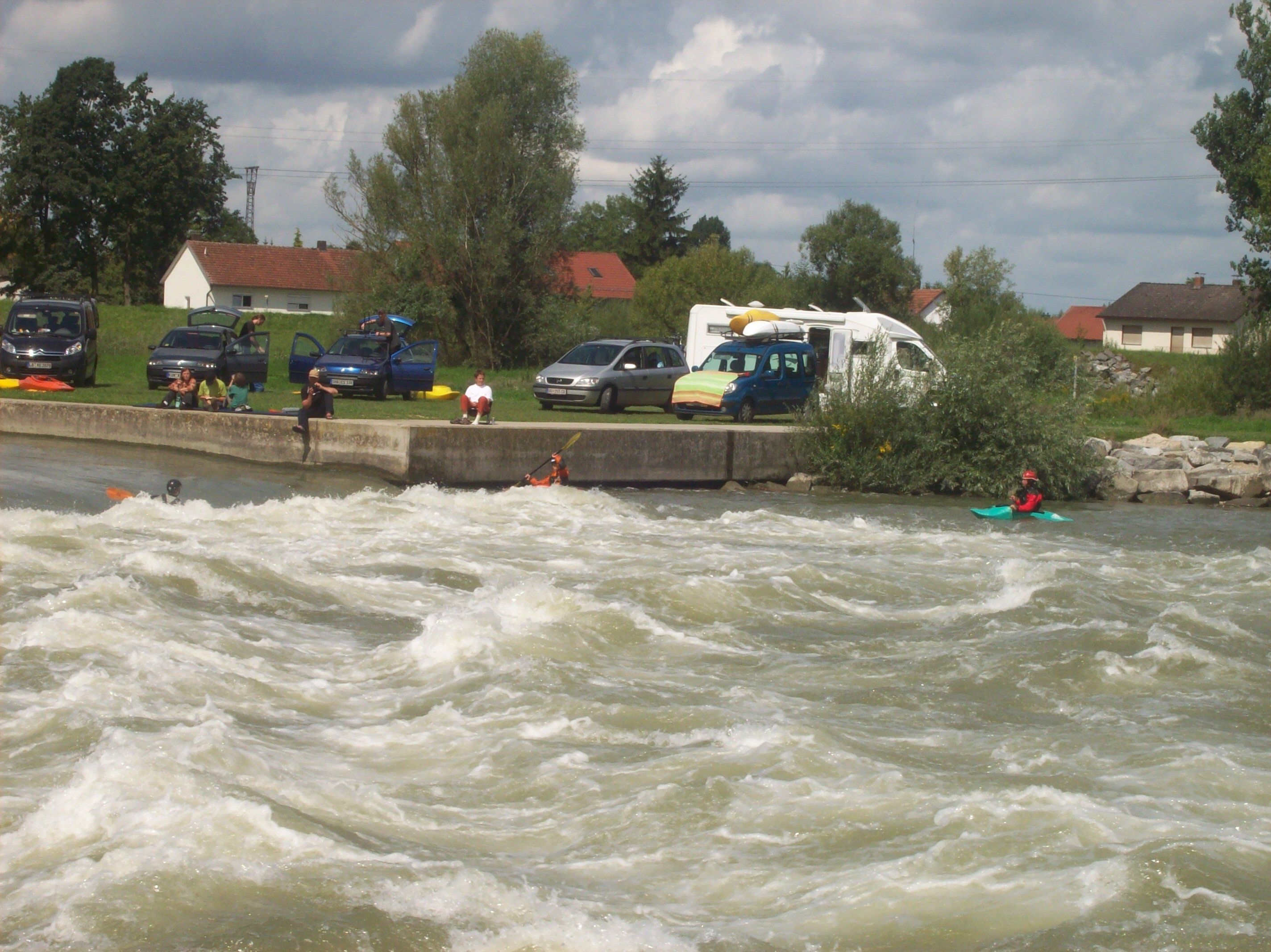
Plattlinger Isarwelle (links): Austragungsort der WM 2011

Kanu-Freestyle ist die Wettkampfform des Playboating. Ein einheitliches Bewertungssystem hat sich noch nicht durchgesetzt, doch es gibt einige Grundsätze. Für jede Drehung um 180° gab es Punkte, z. B. bei einer flachen Drehung einen, bei einer hohen Drehung (über 45°) zwei, und senkrecht vier. Außerdem erfolgte eine Bewertung des Stils. Bei der Variationsbewertung zählen verschiedene Figuren (Moves), unter anderen: Blunt, Cartwheel, Kickflip (oder California-Rolle), Loop, Pan Am, Pirouette, Shuvit, Spin, Splitwheel und Surf. Seit 2005 bewerten bei offiziellen Freestyle-Wettbewerben drei bis vier Schiedsrichter nur noch die Variation. Die Paddler zeigen möglichst viele verschiedene Tricks.

### Weltmeisterschaften
Weltmeisterschaften wurden zunächst „inoffiziell“ ausgetragen, so in Graz noch als Paddel Rodeo WM 2003. 2007 fand die erste offizielle Weltmeisterschaft unter Regie des Internationalen Kanuverbands (ICF) auf der 3 bis 4 Meter hohen Welle Greyhound Buseater auf dem Ottawa River in Kanada statt. Die Weltmeisterschaft wird seither alle zwei Jahre, in den ungeraden Jahren, abgehalten. 2009 fand vom 31. August bis 6. September in Thun die offizielle Freestyle-Kajak-WM als ICF Canoe Freestyle World Championships 2009 erstmals im DACH-Gebiet statt.
Weitere nichtolympische Disziplinen, in denen ICF ebenfalls eine Weltmeisterschaft ausrichtet, sind: Wildwasserabfahrt (in den geraden Jahren), Kanupolo (in den geraden Jahren), Canoe Marathon, Drachenbootrennen (Dragon Boat racing), Wildwasser-Sprint (in den ungeraden Jahren seit 2011) und seit 2013 auch Ocean Racing (Surfski).
In geraden Jahren finden ICF Freestyle World Cup Series statt.
| Jahr             | Gewässer > Stelle                                | Ort                                                                         | Land               | Ergebnisse Kajak, Canadier, Open Canoe, Squirt; 1=Einer; Men / Women / (mixed); (junior) |
| ---------------- | ------------------------------------------------ | --------------------------------------------------------------------------- | ------------------ | --- |
| 1995             | Augsburger Eiskanal                              | Augsburg, Bayern                                                            | Deutschland        | |
| 1997             | Ottawa River > McCoy’s Chute-Welle               | nordwestlich Ottawa, Ontario                                                | Kanada             | |
| 2001             | Nantahala                                        | Quarry Rapid (4 Meilen oberhalb (SW) des NOC), North Carolina               | Vereinigte Staaten | K1M: 1) Eric („EJ“) Jackson (USA) C1M: 1) Barry Kennon |
| 26.–31.05.2003   | Mur > Erzherzog-Johann-Brücke > Terminator-Welle | Graz, Steiermark                                                            | Österreich         | K1M: 1) Jay Kincaid; ... 3) Steve Fischer K1W: ... 3) Jutta Kaiser (GER) C1M: C1W: OC1: K1M junior: K1W junior: |
| xx.02.2005       | Penrith Whitewater Stadium                       | Penrith, New South Wales                                                    | Australien         | K1W: 1) Jutta Kaiser (GER) K1M junior: ... 2) Lukas Kalkbrenner (GER) |
| 29.04.2007       | Ottawa River > (Greyhound) Buseater-Welle        | nordwestlich Ottawa, Ontario                                                | Kanada             | K1M: 1) Eric Jackson (USA); 2) Peter Csonka (SVK); 3) Nick Troutmann (CAN) K1W: 1) Ruth Gordon (CAN); 2) Tanya Faux (AUS); 3) Fiona Jarvie (GBR) K1M junior: 1) Evan Garcia (USA); 2) Thomas Fahroun (CAN); 3) Dane Jackson (USA) K1W junior: 1) Emily Jackson (USA); 2) Martina Wegmann (NLD); 3) Nouria Newmann (FRA) C1: 1) Dan Burke (USA); 2) Marc Girardin (FRA); 3) Guillaume LaRue (CAN) OC1: 1) Stephan Pätsch (GER); 2) Jordi Domenjo (SPA); 3) Jeremy Lauks (USA); 4) Tobias Hüther (GER) |
| 31.08.–6.09.2009 | Thunersee > Ausfluss Scherzligschleuse > Aare    | Thun, Kanton Bern                                                           | Schweiz            | K1M: 1) Nick Troutman (KAN); 2) Eric Jackson (USA); 3) Stephen Wright (USA) K1W: 1) Emily Jackson (USA); 2) Ruth Gordon (KAN); 3) Tanja Faux (Aus) C1M: 1) Dave Bainbridge (GBR); 2) Guillaume LaRue (KAN); 3) Alexandre Besseau (FRA); 4) Markus Hummel (GER) K1M junior: 1) Jason Craig (USA); 2) Dane Jackson (USA); 3) Sebastian Devred (FRA) K1W junior: 1) Nouria Newman; 2) Sandrina Homhardt (GER); 3) Leoni Häberling (CHE) |
| 20.–26.06.2011   | Isar                                             | Plattling, Bayern                                                           | Deutschland        | K1M: 1) James Bebbington (GBR); 2) Peter Csonka (SVK); 3) Stephen Wright (USA); 4) Nick Troutman (CAN) K1W: 1) Claire O’Hara (GBR); 2) Emily Jackson (USA); 3) Ruth Gordon (CAN) K1M junior: 1) Dane Jackson (USA); 2) Joaquim Fontane (SPA); 3) Bren Orton (GBR) K1W junior: 1) Lauren Burress (USA); 2) Courtney Kerin (NZL); 3) Gabby Bates (GBR) C1M: 1) Dane Jackson (USA); 2) Philipp Hitzigrath (GER); 3) Aitor Goikoetxea (SPA) OC1: 1) Adria Bosch (SPA); 2) Odei Areta (SPA); 3) Dane Jackson (USA); 4) Tobias Hüther (GER) Squirt M: 1) Dane Jackson (USA); 2) Jamie Austen (GBR); 3) Toru Ishihara (JPN) Squirt W: 1) Claire O’Hara (GBR); 2) Motoko Ishada (JPN); 3) Devon Barks (USA)                   |
| 2.–8.09.2013     | Nantahala                                        | Nantahala Outdoor Center (NOC), North Carolina                              | Vereinigte Staaten | K1M: 1) Dane Jackson (USA); 2) Peter Csonka (SVK); 3) Tomasz Czaplicki (POL) K1W: 1) Claire O’Hara (GBR); 2) Hitomi Takaku (JPN); 3) Adriene Levknecht (USA); 4) Anne Hubner (GER) K1M junior: 1) Hunter Katich (USA); 2) Thomas Richard (FRA); 3) Alec Voorhees (USA) K1W junior: 1) Rowan Stuart (USA); 2) Joaquim Fontane (SPA); 3) Kimberlee Aldred (GBR) C1M: 1) Jordan Poffenberger (USA); 2) Tad Dennis (USA); 3) Dane Jackson (USA) OC1: 1) Jordan Poffenberger (USA); 2) Dane Jackson (USA); 3) Jez Jezz (AUS); 5) Philipp Hitzigrath (GER) Squirt M: 1) Clay Wright (USA); 2) Dane Jackson (USA); 3) Max Karlsson (SWE) Squirt W: 1) Claire O’Hara (GBR); 2) Motoko Ishada (JPN); 3) Yoshiko Suematsu (JPN) |
| 30.08.–5.09.2015 | Ottawa River > Garb(erator)-Welle                | Lunch Stop-Spot, Ottawa River Provincial Park, 80 km NW von Ottawa, Ontario | Kanada             | |

### Europameisterschaften

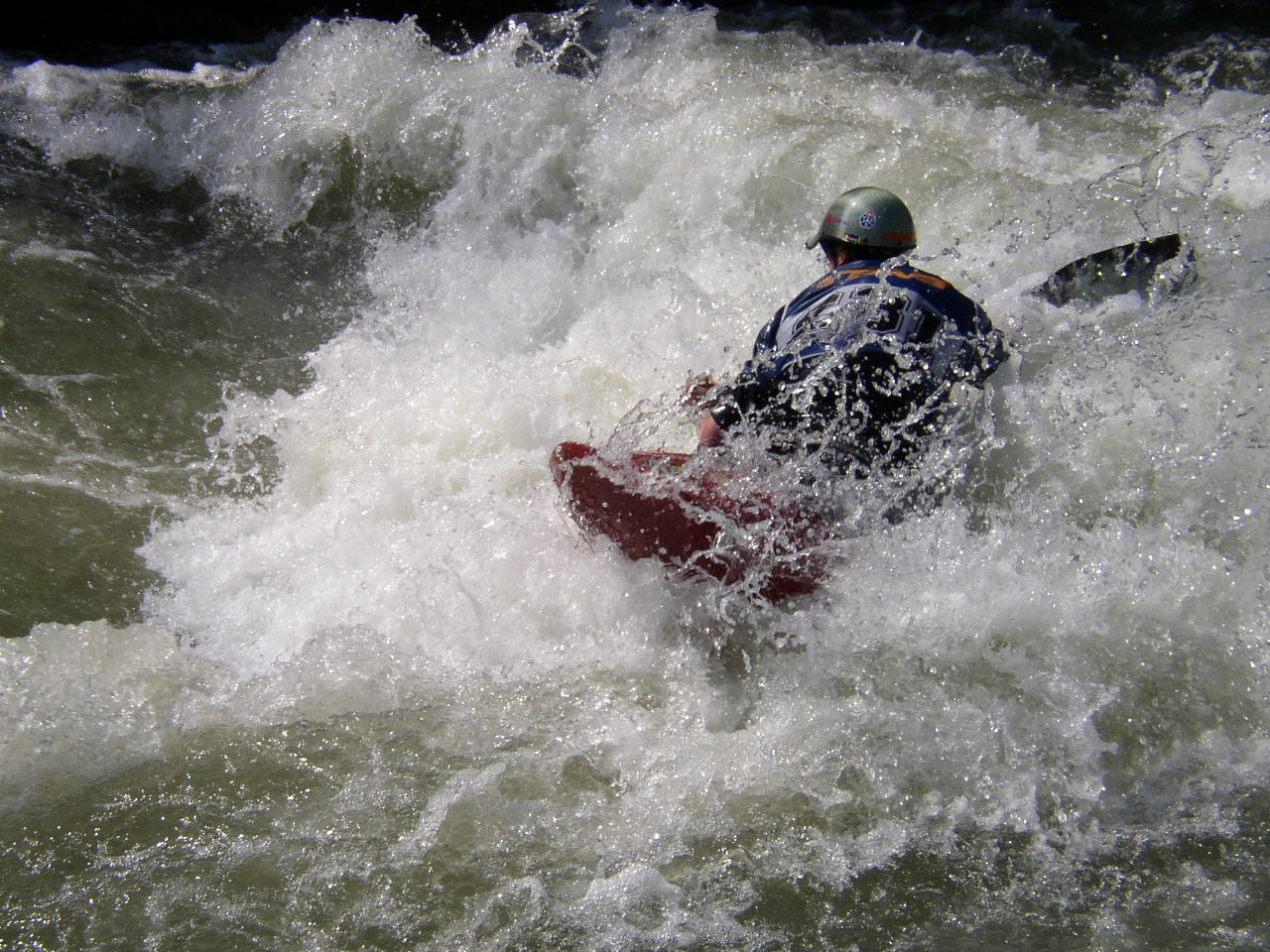
Ralph Rüdisüli (SUI) am Eurocup 2006 Kanu-Freestyle im Augsburger Eiskanal

2006 fand die erste offizielle Europameisterschaft statt.
| Jahr | Fluss               | Ort        | Land        |
| ---- | ------------------- | ---------- | ----------- |
| 2006 | Augsburger Eiskanal | Augsburg   | Deutschland |
| 2008 | Rio Miño            | Ourense    | Spanien     |
| 2010 | Draupark            | Lienz      | Österreich  |
| 2012 | Draupark            | Lienz      | Österreich  |
| 2014 | Čunovo              | Bratislava | Slowakei    |

### Weltcup
Im Kanufreestyle wird ein Weltcup (Canoe Freestyle World Cup) ausgetragen, welcher von der International Canoe Federation (ICF) veranstaltet wird. Für Damen und Herren gibt es Wettkämpfe in den Kategorien Einerkajak (K1), Einercanadier (C1) und Zweiercanadier (C2).

### Nationale Wettbewerbe: Schweiz
Seit 1997 findet in Thun der River Jam statt, ein Kanu-Freestyle-Event in der Scherzligschleuse.
In der Schweiz findet seit 2007 der Straight Down Striit (al. für Streit, Wettkampf) und seit 2008 im Rahmen des Swiss Whitewater Cups jährlich das Swiss Boater Cross Masters (Schweizer Meisterschaft) statt.

### Österreich
Am 20. Juni 2015 fand Boater Cross erstmals in Graz statt. Gestartet wurde zu viert linksufrig auf Höhe der Murinsel von einer Rutsche aus Verbund-Sicherheitsglas. Vor dem Ziel war die Terminator-Welle an der Erzherzog-Johann-Brücke zu überwinden. Das Finale des Bewerbs wurde wegen der Amokfahrt von Graz abgebrochen. Die Aktiven des Kajak Clubs Graz betreiben die Gestaltung der Mur, die hier in der Innenstadt Schwierigkeitsgrad I bis II aufweist, als Wildwasserstrecke.
Die mit großen Wurfsteinen per Bagger gestalteten Walzen linksufrig unter Erzherzog-Johann- und Radetzkybrücke werden zumindest seit 2003 für Training und Wettbewerbe je nach Wasserstand, Zustand nach Veränderungen durch Hochwasser für Rodeo mit Playboat und auch mit Surfbrett genutzt.